# Курцевичі

Курч — герб Курцевичів

Курцевичі (Курцевичі-Буремльські, Курцевичі-Булиги, Коріатовичі-Курцевичі) — руський (український) князівський рід литовського походження герба «Курч».

## Окремі представники роду
- Михайло Костянтинович Курцевич (? — після 1454) — князь ольшанський і буремльський, намісник володимирський (1446—1451 рр.).
  - Федір Михайлович Курцевич (? — після 1464) — князь липовецький і буремльський. Князі Буремські.
  - Василь Михайлович Курцевич (? — після 1486) — князь липовецький і буремльський.
    - Іван Васильович Курцевич († до 1528)
      - Василь Іванович Курцевич-Булига († близ. 1555), королівський ротмістр. шлюб: Марина Шимко-Шкленська з роду Шимко-Шкленські
        - Дмитро Васильович Курцевич-Булига (? — 1596) — підстароста білоцерківський (1578—1596 рр.). Жінка — Гальшка Стужинська
          - Йосиф (Іван Дмитрович Курцевич-Булига) (1589—1642) — церковний православний діяч, єпископ Київської та Московської митрополій. Один із засновників Київського братства і Київської братської школи, єпископ

      - Богдан Іванович Курцевич († після 1546)
      - Михайло Іванович Курцевич († після 1583) — суддя володимирський (1554—1558 рр.)
        - Олександр Михайлович Курцевич († після 1584) — підстароста володимирський (1578—1584 рр.).
          - Андрій Курцевич-Буремльський, син Олександра (смерть: 1592)
            - Андрій Андрійович Курцевич-Буремльський (смерть: 1610)

        - Прокіп Михайлович Курцевич († після 1587)
        - Федір Михайлович Курцевич († після 1598) — підстароста володимирський (1584—1586 рр.), судця гродський володимирський (1588—1591 рр.)
        - Констянтин Михайлович Курцевич (смерть: після 1591) — писар гродський володимирський (1584—1586 рр.), підстароста володимирський (1588—1591 рр.).

## У художній літературі
- Олена Курцевич (Гелена Курцевичівна) — головний жіночий персонаж роману Генріка Сенкевича «Вогнем і мечем»
- Отець Ісакій Булига-Курцевич (протопоп Ісакій) — другорядний герой роману Юрія Косача «День гніву»